# Konstantin Sebastian von Neurath
Konstantin Sebastian Freiherr von Neurath (* 16. März 1847 in Stuttgart; † 3. Juni 1912 in  Kleinglattbach) war ein württembergischer Jurist, Politiker und Kammerherr.

## Leben
Konstantin von Neuraths Vater Constantin Franz von Neurath war württembergischer Außenminister, Justizminister und Präsident des Geheimen Rats. Nach dem Besuch des Gymnasiums in Stuttgart studierte Neurath von 1865 bis 1870 Rechtswissenschaften an den Universitäten in Tübingen und Heidelberg. Ab 1866 war er Mitglied des Corps Suevia Tübingen. Er reiste mehrfach nach Italien und Österreich und beteiligte sich im 1. Württ. Dragonerregiment Nr. 23 am Deutsch-Französischen Krieg von 1870/71. 1872 heiratete Neurath Mathilde Freiin von Gemmingen-Hornberg (1847–1924), eine Tochter des Babstadter Grundherrn Hermann von Gemmingen. Neurath war evangelisch und hatte drei Söhne, darunter den späteren deutschen Reichsaußenminister Konstantin Freiherr von Neurath. Im Rahmen seiner politischen Betätigung gehörte Neurath von 1881 bis 1890 als Abgeordneter der Deutschen Reichspartei dem Reichstag an. Er vertrat dort den Wahlkreis Württemberg 4 (Böblingen, Vaihingen, Leonberg, Maulbronn). Als Gutsbesitzer avancierte Neurath zum Oberkammerherrn am württembergischen Königshof. Er war ein enger Vertrauter des  Königs Wilhelm II.